# ニーナ・ロマシェコワ
ニーナ・ロマシェコワ (ロシア語: Нина Аполлоновна Ромашкова, ラテン文字転写: Nina Apollonovna Romashkova, 1929年4月27日 - 2016年8月19日)は、ソビエト連邦の陸上競技選手。円盤投の選手として1952年ヘルシンキオリンピックから4大会連続して出場。1952年、1960年大会で金メダルを獲得した選手である。ソビエト連邦がオリンピックに初出場した1952年大会の金メダル第1号選手がロマシェコワである。結婚前の姓からニーナ・ポノマレワ (Нина Пономарёва) とも記される。

## 経歴
1929年、スベルドロフスク（現エカテリンブルク）付近の強制収容所（ラーゲリ）で出生。父は教会関係の家に生まれた芸術家、母は富農の家の出身であった。1936年、両親の釈放とともにコーカサス・スタヴロポリ地方のエセントゥキ (Yessentuki) に移住。
1947年から陸上競技に取り組み始めたロマシェコワは、1948年にはスタヴロポリ地方の競技会で30.53mという地方の新記録を樹立。その後、1951年にはソ連のチャンピオンとなっている。
ヘルシンキオリンピック出場前に結婚し、姓はロマシェコワとなった。

### ヘルシンキオリンピック
1952年ヘルシンキオリンピックは、ソ連が初めて出場したオリンピックであった。女子円盤投には17カ国から20選手が出場していた。大会記録は1936年のドイツのギーゼラ・マウアーマイヤーの47.63mであった。
ロマシェコワはまず予選ラウンドで45.05mを出し、予選通過記録36.00mを楽に突破した。
決勝ラウンド第1投目で45.16mの記録を出し。同じソ連のニーナ・ドゥンバゼに次いで2位となる。しかし2投目に50.84mを出し、オリンピック記録を3メートル以上更新するビッグスローでトップに立つ。3投目でも51.42mとさらに記録を更新し、金メダルを確定させた。ソ連がオリンピックに出場して初めての金メダルである。

### その後
オリンピックから1ヶ月もたっていない8月にオデッサでおこなわれた競技会で53.61mの世界新記録を樹立する。1954年にはヨーロッパ選手権を制覇。1956年メルボルンオリンピックでは銅メダルを獲得。1957年には赤旗勲章を受章。1960年ローマオリンピックに出場しオリンピック3大会連続出場を果たす。そしてこの大会で2大会ぶりの金メダルを獲得した。
1964年東京オリンピックにも出場したが、11位に終わった。1966年に現役引退。
2016年8月19日、87歳で死去。